# Tôt le matin
Pour plus de détails, voir Fiche technique et Distribution.
Tôt le matin (Рано утром) est un film soviétique réalisé par Tatiana Lioznova, sorti en 1965,.

## Fiche technique
- Photographie : Piotr Kataiev
- Musique : Mark Fradkine
- Décors : Alfred Talantsev, Mikhail Fichgoït
- Montage : Ksenia Blinova